# FIBA Liga das Américas 2016
A Liga das Américas 2016 foi a nona edição da competição, que envolve equipes de quase todos os continentes americanos. Assim como na última edição, a FIBA manteve o formato da liga com 16 equipes participantes.

## Qualificação
A qualificação ao torneio veio através dos campeonatos nacionais e continentais dos países plenamente filiados à FIBA Américas. Em 2016, a Liga das Américas contou com 16 clubes participantes, com suas vagas sendo distribuídas entre os seguintes países:
| Vagas | País                         | Classificação |
| ----- | ---------------------------- | --- |
| 3     | Vaga de Mérito FIBA Américas | * Campeão da FIBA Liga das Américas do ano anterior * Campeão da Liga Sul-Americana de Basquete do ano anterior * Campeão do Campeonato de Clubes Campeões da América Central do ano anterior |
| 2     | Argentina                    | * Campeão da Liga Nacional * Vice-campeão da Liga Nacional |
| 2     | Brasil                       | * Campeão do NBB * Vice-campeão do NBB |
| 1     | Chile                        | * Campeão da Copa Chile |
| 1     | Colômbia                     | * Campeão da Liga Colombiana |
| 1     | Cuba                         | * Campeão da Liga Superior |
| 1     | Panamá                       | * Campeão da Liga Panamenha |
| 1     | Porto Rico                   | * Campeão da BSN |
| 1     | República Dominicana         | * Campeão da Liga Nacional |
| 1     | Uruguai                      | * Campeão da Liga Uruguaia |
| 2     | Venezuela                    | * Campeão da Liga Profissional * Vice-campeão da Liga Profissional |

## Primeira Fase

### Chaveamento
| Grupo A            | Grupo B               | Grupo C            | Grupo D                  |
| ------------------ | --------------------- | ------------------ | ------------------------ |
| Metros de Santiago | Quimsa                | Correcaminos Colón | Guaros de Lara           |
| Mogi das Cruzes    | Bauru                 | Flamengo           | Lobos Brasília           |
| Malvín             | Marinos de Anzoátegui | Gimnasia Indalo    | Capitanes de Arecibo     |
| Leones de Quilpué  | Toros del Norte       | Águilas de Tunja   | Capitalinos de la Habana |

### Grupo A
Santiago de los Caballeros
| Pos. | Equipe             | Pts | P | V | D | PF  | PC  | Dif |
| ---- | ------------------ | --- | - | - | - | --- | --- | --- |
| 1.   | Mogi das Cruzes    | 6   | 3 | 3 | 0 | 259 | 209 | +50 |
| 2.   | Malvín             | 5   | 3 | 2 | 1 | 239 | 218 | +21 |
| 3.   | Metros de Santiago | 4   | 3 | 1 | 2 | 204 | 222 | -18 |
| 4.   | Leones de Quilpué  | 3   | 3 | 0 | 3 | 208 | 261 | -53 |

|  | Classificados para a próxima fase. |

Os horários correspondem ao fuso horário de Santiago de los Caballeros, (UTC−4).
| 15 de janeiro, 17:15 | Relatório | Malvín                                          | 60–82 | Mogi das Cruzes                                |  | Gran Arena del Cibao Árbitros: Roberto Vázquez Robinson Aracena Sebastián Negrón |  |
| 15 de janeiro, 17:15 | Relatório | Placar por quarto: 12-15, 19-19, 13-32, 16-16   |       |                                                |  | Gran Arena del Cibao Árbitros: Roberto Vázquez Robinson Aracena Sebastián Negrón |  |
| 15 de janeiro, 17:15 | Relatório | Pts: Winston 19 Rbts: Hoskin 10 Asts: Calfani 3 |       | Pts: Shamell 25 Rbts: Gerson 8 Asts: Filipin 3 |  | Gran Arena del Cibao Árbitros: Roberto Vázquez Robinson Aracena Sebastián Negrón |  |

| 15 de janeiro, 19:30 | Relatório | Metros de Santiago                               | 70–57 | Leones de Quilpué                              |  | Gran Arena del Cibao Árbitros: Cristiano Maranho Gonzalo Salgueiro Kendell Henry |  |
| 15 de janeiro, 19:30 | Relatório | Placar por quarto: 13-7, 20-19, 17-12, 20-19     |       |                                                |  | Gran Arena del Cibao Árbitros: Cristiano Maranho Gonzalo Salgueiro Kendell Henry |  |
| 15 de janeiro, 19:30 | Relatório | Pts: de León 19 Rbts: Sutton Jr. 11 Asts: Peña 5 |       | Pts: Robinson 23 Rbts: Jones 9 Asts: Álvarez 2 |  | Gran Arena del Cibao Árbitros: Cristiano Maranho Gonzalo Salgueiro Kendell Henry |  |

| 16 de janeiro, 16:45 | Relatório | Leones de Quilpué                               | 68–91 | Malvín                                            |  | Gran Arena del Cibao Árbitros: Cristiano Maranho Robinson Aracena Kendell Henry |  |
| 16 de janeiro, 16:45 | Relatório | Placar por quarto: 15-21, 14-22, 22-28, 17-20   |       |                                                   |  | Gran Arena del Cibao Árbitros: Cristiano Maranho Robinson Aracena Kendell Henry |  |
| 16 de janeiro, 16:45 | Relatório | Pts: Robinson 21 Rbts: Robinson 9 Asts: Jones 3 |       | Pts: Hoskin 20 Rbts: Calfani 11 Asts: Mazzarino 4 |  | Gran Arena del Cibao Árbitros: Cristiano Maranho Robinson Aracena Kendell Henry |  |

| 16 de janeiro, 19:15 | Relatório | Mogi das Cruzes                               | 77–66 | Metros de Santiago                          |  | Gran Arena del Cibao Árbitros: Roberto Vázquez Gonzalo Salgueiro Sebastián Negrón |  |
| 16 de janeiro, 19:15 | Relatório | Placar por quarto: 23-20, 12-14, 21-16, 21-16 |       |                                             |  | Gran Arena del Cibao Árbitros: Roberto Vázquez Gonzalo Salgueiro Sebastián Negrón |  |
| 16 de janeiro, 19:15 | Relatório | Pts: Lucas 20 Rbts: Lucas 8 Asts: Larry 4     |       | Pts: de León 21 Rbts: Montas 6 Asts: Peña 3 |  | Gran Arena del Cibao Árbitros: Roberto Vázquez Gonzalo Salgueiro Sebastián Negrón |  |

| 17 de janeiro, 16:45 | Relatório | Leones de Quilpué                             | 83–100 | Mogi das Cruzes                              |  | Gran Arena del Cibao Árbitros: Robinson Aracena Gonzalo Salgueiro Kendell Henry |  |
| 17 de janeiro, 16:45 | Relatório | Placar por quarto: 25-20, 20-26, 20-31, 18-23 |        |                                              |  | Gran Arena del Cibao Árbitros: Robinson Aracena Gonzalo Salgueiro Kendell Henry |  |
| 17 de janeiro, 16:45 | Relatório | Pts: Johnson 22 Rbts: Johnson 7 Asts: Amor 3  |        | Pts: Shamell 21 Rbts: Lucas 6 Asts: Vithor 4 |  | Gran Arena del Cibao Árbitros: Robinson Aracena Gonzalo Salgueiro Kendell Henry |  |

| 17 de janeiro, 19:15 | Relatório | Metros de Santiago                              | 68–88 | Malvín                                         |  | Gran Arena del Cibao Árbitros: Cristiano Maranho Roberto Vázquez Sebastián Negrón |  |
| 17 de janeiro, 19:15 | Relatório | Placar por quarto: 18-23, 21-27, 10-27, 19-11   |       |                                                |  | Gran Arena del Cibao Árbitros: Cristiano Maranho Roberto Vázquez Sebastián Negrón |  |
| 17 de janeiro, 19:15 | Relatório | Pts: de León 16 Rbts: de León 6 Asts: de León 3 |       | Pts: Hoskin 21 Rbts: Calfani 9 Asts: Calfani 4 |  | Gran Arena del Cibao Árbitros: Cristiano Maranho Roberto Vázquez Sebastián Negrón |  |

### Grupo B
Santiago del Estero
| Pos. | Equipe                | Pts | P | V | D | PF  | PC  | Dif  |
| ---- | --------------------- | --- | - | - | - | --- | --- | ---- |
| 1.   | Bauru                 | 6   | 3 | 3 | 0 | 260 | 211 | +49  |
| 2.   | Quimsa                | 5   | 3 | 2 | 1 | 249 | 192 | +57  |
| 3.   | Marinos de Anzoátegui | 4   | 3 | 1 | 2 | 249 | 242 | +7   |
| 4.   | Toros del Norte       | 3   | 3 | 0 | 3 | 180 | 293 | -113 |

|  | Classificados para a próxima fase. |

Os horários correspondem ao fuso horário de Santiago del Estero, (UTC−3).
| 22 de janeiro, 19:45 | Relatório | Bauru                                                | 84–82 | Marinos de Anzoátegui                               |  | Estádio Ciudad de Santiago del Estero Árbitros: Jorge Vázquez Leandro Lezcano Alejandro Sánchez |  |
| 22 de janeiro, 19:45 | Relatório | Placar por quarto: 20-16, 19-19, 23-25, 22-22        |       |                                                     |  | Estádio Ciudad de Santiago del Estero Árbitros: Jorge Vázquez Leandro Lezcano Alejandro Sánchez |  |
| 22 de janeiro, 19:45 | Relatório | Pts: Hettsheimeir 18 Rbts: Jefferson 10 Asts: Alex 5 |       | Pts: Gabriel 23 Rbts: Gabriel 14 Asts: A. Fischer 4 |  | Estádio Ciudad de Santiago del Estero Árbitros: Jorge Vázquez Leandro Lezcano Alejandro Sánchez |  |

| 22 de janeiro, 22:00 | Relatório | Quimsa                                       | 97–45 | Toros del Norte                              |  | Estádio Ciudad de Santiago del Estero Árbitros: Cristiano Maranho Daniel García Andrés Bartel |  |
| 22 de janeiro, 22:00 | Relatório | Placar por quarto: 21-14, 12-7, 31-12, 33-12 |       |                                              |  | Estádio Ciudad de Santiago del Estero Árbitros: Cristiano Maranho Daniel García Andrés Bartel |  |
| 22 de janeiro, 22:00 | Relatório | Pts: Jackson 18 Rbts: Romano 8 Asts: Deck 7  |       | Pts: Šundov 12 Rbts: López 5 Asts: Jiménez 2 |  | Estádio Ciudad de Santiago del Estero Árbitros: Cristiano Maranho Daniel García Andrés Bartel |  |

| 23 de janeiro, 19:45 | Relatório | Toros del Norte                                 | 58–100 | Bauru                                                   |  | Estádio Ciudad de Santiago del Estero Árbitros: Alejandro Sánchez Leandro Lezcano Daniel García |  |
| 23 de janeiro, 19:45 | Relatório | Placar por quarto: 14-22, 16-28, 16-28, 12-22   |        |                                                         |  | Estádio Ciudad de Santiago del Estero Árbitros: Alejandro Sánchez Leandro Lezcano Daniel García |  |
| 23 de janeiro, 19:45 | Relatório | Pts: Šundov 16 Rbts: Šundov 16 Asts: González 3 |        | Pts: Jefferson 18 Rbts: Jefferson 6 Asts: R. Fischer 10 |  | Estádio Ciudad de Santiago del Estero Árbitros: Alejandro Sánchez Leandro Lezcano Daniel García |  |

| 23 de janeiro, 22:00 | Relatório | Marinos de Anzoátegui                            | 71–81 | Quimsa                                      |  | Estádio Ciudad de Santiago del Estero Árbitros: Cristiano Maranho Jorge Vázquez Andrés Bartel |  |
| 23 de janeiro, 22:00 | Relatório | Placar por quarto: 21-22, 20-19, 14-18, 16-22    |       |                                             |  | Estádio Ciudad de Santiago del Estero Árbitros: Cristiano Maranho Jorge Vázquez Andrés Bartel |  |
| 23 de janeiro, 22:00 | Relatório | Pts: A. Fischer 18 Rbts: Siler 10 Asts: Rivera 6 |       | Pts: Deck 25 Rbts: Romano 6 Asts: Jackson 6 |  | Estádio Ciudad de Santiago del Estero Árbitros: Cristiano Maranho Jorge Vázquez Andrés Bartel |  |

| 24 de janeiro, 19:45 | Relatório | Toros del Norte                                | 77–96 | Marinos de Anzoátegui                               |  | Estádio Ciudad de Santiago del Estero Árbitros: Cristiano Maranho Leandro Lezcano Andrés Bartel |  |
| 24 de janeiro, 19:45 | Relatório | Placar por quarto: 18-32, 15-20, 27-27, 17-17  |       |                                                     |  | Estádio Ciudad de Santiago del Estero Árbitros: Cristiano Maranho Leandro Lezcano Andrés Bartel |  |
| 24 de janeiro, 19:45 | Relatório | Pts: Šundov 31 Rbts: Šundov 8 Asts: González 5 |       | Pts: Materán 21 Rbts: Gabriel 10 Asts: A. Fischer 7 |  | Estádio Ciudad de Santiago del Estero Árbitros: Cristiano Maranho Leandro Lezcano Andrés Bartel |  |

| 24 de janeiro, 22:00 | Relatório | Quimsa                                        | 71–76 | Bauru                                                       |  | Estádio Ciudad de Santiago del Estero Árbitros: Jorge Vázquez Alejandro Sánchez Daniel García |  |
| 24 de janeiro, 22:00 | Relatório | Placar por quarto: 13-16, 14-17, 25-24, 19-19 |       |                                                             |  | Estádio Ciudad de Santiago del Estero Árbitros: Jorge Vázquez Alejandro Sánchez Daniel García |  |
| 24 de janeiro, 22:00 | Relatório | Pts: Deck 15 Rbts: Clark 9 Asts: Clark 3      |       | Pts: R. Fischer 24 Rbts: Hettsheimeir 13 Asts: R. Fischer 9 |  | Estádio Ciudad de Santiago del Estero Árbitros: Jorge Vázquez Alejandro Sánchez Daniel García |  |

### Grupo C
Colón
| Pos. | Equipe                | Pts | P | V | D | PF  | PC  | Dif |
| ---- | --------------------- | --- | - | - | - | --- | --- | --- |
| 1.   | Flamengo              | 6   | 3 | 3 | 0 | 209 | 179 | +30 |
| 2.   | Correcaminos de Colón | 5   | 3 | 2 | 1 | 195 | 193 | +2  |
| 3.   | Gimnasia Indalo       | 4   | 3 | 1 | 2 | 191 | 178 | +13 |
| 4.   | Águilas de Tunja      | 3   | 3 | 0 | 3 | 183 | 228 | -45 |

|  | Classificados para a próxima fase. |

Os horários correspondem ao fuso horário de Colón, (UTC−5).
| 29 de janeiro, 18:15 | Relatório | Flamengo                                             | 66–58 | Gimnasia Indalo                                 |  | Arena Roberto Durán Árbitros: Roberto Vázquez Rodrigo Mejía Julio Anaya |  |
| 29 de janeiro, 18:15 | Relatório | Placar por quarto: 21-15, 14-13, 14-27, 17-3         |       |                                                 |  | Arena Roberto Durán Árbitros: Roberto Vázquez Rodrigo Mejía Julio Anaya |  |
| 29 de janeiro, 18:15 | Relatório | Pts: Marquinhos 15 Rbts: Meyinsse 6 Asts: Robinson 3 |       | Pts: Sandes 17 Rbts: Clancy 10 Asts: Mainoldi 3 |  | Arena Roberto Durán Árbitros: Roberto Vázquez Rodrigo Mejía Julio Anaya |  |

| 29 de janeiro, 20:30 | Relatório | Correcaminos de Colón                          | 74–71 | Águilas de Tunja                                   |  | Arena Roberto Durán Árbitros: Marcos Benito Juan Fernández Michael Weiland |  |
| 29 de janeiro, 20:30 | Relatório | Placar por quarto: 16-18, 22-14, 22-22, 14-17  |       |                                                    |  | Arena Roberto Durán Árbitros: Marcos Benito Juan Fernández Michael Weiland |  |
| 29 de janeiro, 20:30 | Relatório | Pts: Pinnock 23 Rbts: Lloreda 15 Asts: Muñoz 8 |       | Pts: Rodríguez 19 Rbts: Jackson 9 Asts: Restrepo 7 |  | Arena Roberto Durán Árbitros: Marcos Benito Juan Fernández Michael Weiland |  |

| 30 de janeiro, 18:15 | Relatório | Águilas de Tunja                                     | 60–75 | Flamengo                                        |  | Arena Roberto Durán Árbitros: Juan Fernández Michael Weiland Julio Anaya |  |
| 30 de janeiro, 18:15 | Relatório | Placar por quarto: 15-15, 18-10, 9-26, 18-24         |       |                                                 |  | Arena Roberto Durán Árbitros: Juan Fernández Michael Weiland Julio Anaya |  |
| 30 de janeiro, 18:15 | Relatório | Pts: Rodríguez 28 Rbts: Arboleda 9 Asts: Rodríguez 7 |       | Pts: Marquinhos 21 Rbts: Meyinsse 6 Asts: Luz 7 |  | Arena Roberto Durán Árbitros: Juan Fernández Michael Weiland Julio Anaya |  |

| 30 de janeiro, 20:30 | Relatório | Gimnasia Indalo                                       | 54–60 | Correcaminos de Colón                         |  | Arena Roberto Durán Árbitros: Roberto Vázquez Marcos Benito Rodrigo Mejía |  |
| 30 de janeiro, 20:30 | Relatório | Placar por quarto: 9-11, 18-16, 19-19, 8-14           |       |                                               |  | Arena Roberto Durán Árbitros: Roberto Vázquez Marcos Benito Rodrigo Mejía |  |
| 30 de janeiro, 20:30 | Relatório | Pts: Schattmann 17 Rbts: Mainoldi 10 Asts: Mainoldi 3 |       | Pts: Lloreda 15 Rbts: Lloreda 6 Asts: Muñoz 4 |  | Arena Roberto Durán Árbitros: Roberto Vázquez Marcos Benito Rodrigo Mejía |  |

| 31 de janeiro, 15:45 | Relatório | Águilas de Tunja                                    | 52–79 | Gimnasia Indalo                                    |  | Arena Roberto Durán Árbitros: Marcos Benito Michael Weiland Julio Anaya |  |
| 31 de janeiro, 15:45 | Relatório | Placar por quarto: 18-18, 6-23, 12-21, 16-17        |       |                                                    |  | Arena Roberto Durán Árbitros: Marcos Benito Michael Weiland Julio Anaya |  |
| 31 de janeiro, 15:45 | Relatório | Pts: Jackson 18 Rbts: Hinestroza 7 Asts: Restrepo 5 |       | Pts: Mainoldi 18 Rbts: Mainoldi 9 Asts: Mainoldi 6 |  | Arena Roberto Durán Árbitros: Marcos Benito Michael Weiland Julio Anaya |  |

| 31 de janeiro, 18:00 | Relatório | Correcaminos de Colón                            | 61–68 | Flamengo                                     |  | Arena Roberto Durán Árbitros: Roberto Vázquez Juan Fernández Rodrigo Mejía |  |
| 31 de janeiro, 18:00 | Relatório | Placar por quarto: 20-17, 11-13, 13-21, 17-17    |       |                                              |  | Arena Roberto Durán Árbitros: Roberto Vázquez Juan Fernández Rodrigo Mejía |  |
| 31 de janeiro, 18:00 | Relatório | Pts: Gaskins 17 Rbts: Lloreda 15 Asts: Gaskins 6 |       | Pts: Ramón 20 Rbts: JP Batista 5 Asts: Luz 6 |  | Arena Roberto Durán Árbitros: Roberto Vázquez Juan Fernández Rodrigo Mejía |  |

### Grupo D
Barquisimeto
| Pos. | Equipe                   | Pts | P | V | D | PF  | PC  | Dif | Desempate |
| ---- | ------------------------ | --- | - | - | - | --- | --- | --- | --------- |
| 1.   | Guaros de Lara           | 5   | 3 | 2 | 1 | 256 | 225 | +31 | +5        |
| 2.   | Lobos Brasília           | 5   | 3 | 2 | 1 | 267 | 227 | +40 | +1        |
| 3.   | Capitanes de Arecibo     | 5   | 3 | 2 | 1 | 274 | 256 | +18 | -6        |
| 4.   | Capitalinos de La Habana | 3   | 3 | 0 | 3 | 196 | 285 | -89 | -         |

|  | Classificados para a próxima fase. |

Os horários correspondem ao fuso horário de Barquisimeto, (UTC−4:30).
| 5 de fevereiro 17:15 | Relatório | Lobos Brasília                                | 93–94 | Capitanes de Arecibo                         |  | Domo Bolivariano Árbitros: Fabricio Vito Daniel García Sebastián Negrón |  |
| 5 de fevereiro 17:15 | Relatório | Placar por quarto: 25-24, 17-21, 25-31, 26-18 |       |                                              |  | Domo Bolivariano Árbitros: Fabricio Vito Daniel García Sebastián Negrón |  |
| 5 de fevereiro 17:15 | Relatório | Pts: Deryk 33 Rbts: Coimbra 7 Asts: Diego 3   |       | Pts: Huertas 29 Rbts: Balkman 9 Asts: Cruz 4 |  | Domo Bolivariano Árbitros: Fabricio Vito Daniel García Sebastián Negrón |  |

| 5 de fevereiro 19:30 | Relatório | Guaros de Lara                                     | 91–65 | Capitalinos de La Habana                    |  | Domo Bolivariano Árbitros: Leandro Lezcano Roberto Fernández Fabiano Huber |  |
| 5 de fevereiro 19:30 | Relatório | Placar por quarto: 24-16, 19-17, 24-8, 24-24       |       |                                             |  | Domo Bolivariano Árbitros: Leandro Lezcano Roberto Fernández Fabiano Huber |  |
| 5 de fevereiro 19:30 | Relatório | Pts: Wilkins 23 Rbts: Echenique 8 Asts: Urdaneta 6 |       | Pts: Guzmán 20 Rbts: Haití 10 Asts: Oliva 4 |  | Domo Bolivariano Árbitros: Leandro Lezcano Roberto Fernández Fabiano Huber |  |

| 6 de fevereiro 17:15 | Relatório | Capitalinos de La Habana                      | 60–99 | Lobos Brasília                                 |  | Domo Bolivariano Árbitros: Roberto Fernández Daniel García Sebastián Negrón |  |
| 6 de fevereiro 17:15 | Relatório | Placar por quarto: 13-26, 10-24, 19-17, 18-32 |       |                                                |  | Domo Bolivariano Árbitros: Roberto Fernández Daniel García Sebastián Negrón |  |
| 6 de fevereiro 17:15 | Relatório | Pts: Haití 16 Rbts: Haití 14 Asts: Torres 2   |       | Pts: Belchior 17 Rbts: Diego 10 Asts: Fúlvio 8 |  | Domo Bolivariano Árbitros: Roberto Fernández Daniel García Sebastián Negrón |  |

| 6 de fevereiro 19:30 | Relatório | Capitanes de Arecibo                          | 85–92 | Guaros de Lara                               |  | Domo Bolivariano Árbitros: Fabricio Vito Leandro Lezcano Fabiano Huber |  |
| 6 de fevereiro 19:30 | Relatório | Placar por quarto: 22-18, 25-22, 18-32, 20-20 |       |                                              |  | Domo Bolivariano Árbitros: Fabricio Vito Leandro Lezcano Fabiano Huber |  |
| 6 de fevereiro 19:30 | Relatório | Pts: Díaz 24 Rbts: Wallace 6 Asts: Cruz 4     |       | Pts: Graham 23 Rbts: Wilkins 7 Asts: Goods 3 |  | Domo Bolivariano Árbitros: Fabricio Vito Leandro Lezcano Fabiano Huber |  |

| 7 de fevereiro 17:45 | Relatório | Capitalinos de La Habana                      | 71–95 | Capitanes de Arecibo                        |  | Domo Bolivariano Árbitros: Roberto Fernández Daniel García Fabiano Huber |  |
| 7 de fevereiro 17:45 | Relatório | Placar por quarto: 15-28, 17-24, 19-15, 20-28 |       |                                             |  | Domo Bolivariano Árbitros: Roberto Fernández Daniel García Fabiano Huber |  |
| 7 de fevereiro 17:45 | Relatório | Pts: Oliva 14 Rbts: Guzmán 9 Asts: Muñiz 6    |       | Pts: Jones 21 Rbts: Wallace 12 Asts: Díaz 9 |  | Domo Bolivariano Árbitros: Roberto Fernández Daniel García Fabiano Huber |  |

| 7 de fevereiro 20:00 | Relatório | Guaros de Lara                                    | 73–75 | Lobos Brasília                              |  | Domo Bolivariano Árbitros: Fabricio Vito Leandro Lezcano Sebastián Negrón |  |
| 7 de fevereiro 20:00 | Relatório | Placar por quarto: 23-19, 14-20, 13-16, 23-20     |       |                                             |  | Domo Bolivariano Árbitros: Fabricio Vito Leandro Lezcano Sebastián Negrón |  |
| 7 de fevereiro 20:00 | Relatório | Pts: Graham 20 Rbts: Wilkins 7 Asts: Colmenares 3 |       | Pts: Pilar 15 Rbts: Pilar 10 Asts: Fúlvio 5 |  | Domo Bolivariano Árbitros: Fabricio Vito Leandro Lezcano Sebastián Negrón |  |

## Segunda Fase

### Chaveamento
| Grupo E         | Grupo F            |
| --------------- | ------------------ |
| Bauru           | Guaros de Lara     |
| Malvín          | Lobos Brasília     |
| Mogi das Cruzes | Correcaminos Colón |
| Quimsa          | Flamengo           |

### Grupo E
Bauru
| Pos. | Equipe          | Pts | P | V | D | PF  | PC  | Dif | Desempate |
| ---- | --------------- | --- | - | - | - | --- | --- | --- | --------- |
| 1.   | Mogi das Cruzes | 5   | 3 | 2 | 1 | 219 | 192 | +27 | +7        |
| 2.   | Bauru           | 5   | 3 | 2 | 1 | 228 | 215 | +13 | +1        |
| 3.   | Quimsa          | 5   | 3 | 2 | 1 | 207 | 196 | +11 | -8        |
| 4.   | Malvín          | 3   | 3 | 0 | 3 | 190 | 241 | -51 | -         |

|  | Classificados para o Final Four. |

Os horários correspondem ao fuso horário de Bauru, (UTC−2).
| 19 de fevereiro 17:45 | Relatório | Quimsa                                        | 69–67 | Mogi das Cruzes                                 |  | Ginásio Panela de Pressão Árbitros: Jorge Vázquez Roberto Oliveros Sebastián Negrón |  |
| 19 de fevereiro 17:45 | Relatório | Placar por quarto: 18-19, 18-16, 17-17, 16-15 |       |                                                 |  | Ginásio Panela de Pressão Árbitros: Jorge Vázquez Roberto Oliveros Sebastián Negrón |  |
| 19 de fevereiro 17:45 | Relatório | Pts: Romano 18 Rbts: Battle 8 Asts: García 3  |       | Pts: Filipin 19 Rbts: Curnell 7 Asts: Curnell 4 |  | Ginásio Panela de Pressão Árbitros: Jorge Vázquez Roberto Oliveros Sebastián Negrón |  |

| 19 de fevereiro 20:00 | Relatório | Bauru                                              | 89–77 | Malvín                                          |  | Ginásio Panela de Pressão Árbitros: Stephen Seibel Roberto Vázquez Daniel García |  |
| 19 de fevereiro 20:00 | Relatório | Placar por quarto: 26-14, 22-20, 24-19, 17-24      |       |                                                 |  | Ginásio Panela de Pressão Árbitros: Stephen Seibel Roberto Vázquez Daniel García |  |
| 19 de fevereiro 20:00 | Relatório | Pts: Alex 22 Rbts: Hettsheimeir 9 Asts: Fischer 10 |       | Pts: Calfani 14 Rbts: Calfani 4 Asts: Winston 5 |  | Ginásio Panela de Pressão Árbitros: Stephen Seibel Roberto Vázquez Daniel García |  |

| 20 de fevereiro 18:45 | Relatório | Malvín                                          | 56–75 | Quimsa                                          |  | Ginásio Panela de Pressão Árbitros: Stephen Seibel Roberto Oliveros Sebastián Negrón |  |
| 20 de fevereiro 18:45 | Relatório | Placar por quarto: 13-16, 10-19, 17-21, 16-19   |       |                                                 |  | Ginásio Panela de Pressão Árbitros: Stephen Seibel Roberto Oliveros Sebastián Negrón |  |
| 20 de fevereiro 18:45 | Relatório | Pts: Hoskin 17 Rbts: Hoskin 6 Asts: Mazzarino 2 |       | Pts: Jackson 12 Rbts: Jackson 6 Asts: Jackson 5 |  | Ginásio Panela de Pressão Árbitros: Stephen Seibel Roberto Oliveros Sebastián Negrón |  |

| 20 de fevereiro 21:00 | Relatório | Mogi das Cruzes                                | 75–66 | Bauru                                            |  | Ginásio Panela de Pressão Árbitros: Jorge Vázquez Roberto Vázquez Daniel García |  |
| 20 de fevereiro 21:00 | Relatório | Placar por quarto: 16-13, 19-23, 23-19, 17-11  |       |                                                  |  | Ginásio Panela de Pressão Árbitros: Jorge Vázquez Roberto Vázquez Daniel García |  |
| 20 de fevereiro 21:00 | Relatório | Pts: Taylor 20 Rbts: Curnell 8 Asts: Shamell 2 |       | Pts: Day 15 Rbts: Hettsheimeir 7 Asts: Fischer 8 |  | Ginásio Panela de Pressão Árbitros: Jorge Vázquez Roberto Vázquez Daniel García |  |

| 21 de fevereiro 17:45 | Relatório | Mogi das Cruzes                                 | 77–57 | Malvín                                         |  | Ginásio Panela de Pressão Árbitros: Roberto Vázquez Daniel García Sebastián Negrón |  |
| 21 de fevereiro 17:45 | Relatório | Placar por quarto: 13-11, 18-19, 22-16, 24-11   |       |                                                |  | Ginásio Panela de Pressão Árbitros: Roberto Vázquez Daniel García Sebastián Negrón |  |
| 21 de fevereiro 17:45 | Relatório | Pts: Shamell 17 Rbts: Curnell 12 Asts: Taylor 3 |       | Pts: Hoskin 14 Rbts: Calfani 6 Asts: Calfani 2 |  | Ginásio Panela de Pressão Árbitros: Roberto Vázquez Daniel García Sebastián Negrón |  |

| 21 de fevereiro 20:00 | Relatório | Bauru                                                 | 73–63 | Quimsa                                      |  | Ginásio Panela de Pressão Árbitros: Stephen Seibel Jorge Vázquez Roberto Oliveros |  |
| 21 de fevereiro 20:00 | Relatório | Placar por quarto: 19-13, 15-18, 21-15, 18-17         |       |                                             |  | Ginásio Panela de Pressão Árbitros: Stephen Seibel Jorge Vázquez Roberto Oliveros |  |
| 21 de fevereiro 20:00 | Relatório | Pts: Fischer 26 Rbts: Hettsheimeir 11 Asts: Fischer 7 |       | Pts: Romano 19 Rbts: Battle 8 Asts: Pérez 4 |  | Ginásio Panela de Pressão Árbitros: Stephen Seibel Jorge Vázquez Roberto Oliveros |  |

### Grupo F
Barquisimeto
| Pos. | Equipe                | Pts | P | V | D | PF  | PC  | Dif | Desempate |
| ---- | --------------------- | --- | - | - | - | --- | --- | --- | --------- |
| 1.   | Flamengo              | 5   | 3 | 2 | 1 | 277 | 268 | +9  | +8        |
| 2.   | Guaros de Lara        | 5   | 3 | 2 | 1 | 277 | 244 | +33 | +2        |
| 3.   | Lobos Brasília        | 5   | 3 | 2 | 1 | 276 | 271 | +5  | -10       |
| 4.   | Correcaminos de Colón | 3   | 3 | 0 | 3 | 248 | 295 | -47 | -         |

|  | Classificados para o Final Four. |

Os horários correspondem ao fuso horário de Barquisimeto, (UTC−4:30).
| 26 de fevereiro, 17:15 | Relatório | Flamengo                                          | 106–93 | Lobos Brasília                              |  | Domo Bolivariano Árbitros: Stephen Seibel Juan Fernández Leandro Lezcano |  |
| 26 de fevereiro, 17:15 | Relatório | Placar por quarto: 23-16, 14-23, 31-31, 38-23     |        |                                             |  | Domo Bolivariano Árbitros: Stephen Seibel Juan Fernández Leandro Lezcano |  |
| 26 de fevereiro, 17:15 | Relatório | Pts: Marcelinho 15 Rbts: Marcelinho 4 Asts: Luz 7 |        | Pts: Deryk 22 Rbts: Ronald 6 Asts: Ronald 4 |  | Domo Bolivariano Árbitros: Stephen Seibel Juan Fernández Leandro Lezcano |  |

| 26 de fevereiro, 19:30 | Relatório | Guaros de Lara                                   | 108–77 | Correcaminos de Colón                   |  | Domo Bolivariano Árbitros: Roberto Vázquez Michael Weiland Gonzalo Salgueiro |  |
| 26 de fevereiro, 19:30 | Relatório | Placar por quarto: 29-22, 29-15, 25-25, 25-15    |        |                                         |  | Domo Bolivariano Árbitros: Roberto Vázquez Michael Weiland Gonzalo Salgueiro |  |
| 26 de fevereiro, 19:30 | Relatório | Pts: Wilkins 18 Rbts: Graterol 10 Asts: Taylor 5 |        | Pts: Larry 14 Rbts: Moss 5 Asts: Reed 6 |  | Domo Bolivariano Árbitros: Roberto Vázquez Michael Weiland Gonzalo Salgueiro |  |

| 27 de fevereiro, 17:15 | Relatório | Correcaminos de Colón                          | 83–84 | Flamengo                                          |  | Domo Bolivariano Árbitros: Michael Weiland Leandro Lezcano Gonzalo Salgueiro |  |
| 27 de fevereiro, 17:15 | Relatório | Placar por quarto: 14-20, 22-15, 25-18, 22-31  |       |                                                   |  | Domo Bolivariano Árbitros: Michael Weiland Leandro Lezcano Gonzalo Salgueiro |  |
| 27 de fevereiro, 17:15 | Relatório | Pts: Larry 18 Rbts: Gaskins 10 Asts: Gaskins 9 |       | Pts: Marcelinho 21 Rbts: Mineiro 10 Asts: Ramón 8 |  | Domo Bolivariano Árbitros: Michael Weiland Leandro Lezcano Gonzalo Salgueiro |  |

| 27 de fevereiro, 19:30 | Relatório | Lobos Brasília                                       | 80–77 | Guaros de Lara                                   |  | Domo Bolivariano Árbitros: Stephen Seibel Roberto Vázquez Juan Fernández |  |
| 27 de fevereiro, 19:30 | Relatório | Placar por quarto: 21-13, 23-14, 12-22, 24-28        |       |                                                  |  | Domo Bolivariano Árbitros: Stephen Seibel Roberto Vázquez Juan Fernández |  |
| 27 de fevereiro, 19:30 | Relatório | Pts: Giovannoni 21 Rbts: Giovannoni 14 Asts: Deryk 5 |       | Pts: Taylor 20 Rbts: Colmenares 7 Asts: Taylor 6 |  | Domo Bolivariano Árbitros: Stephen Seibel Roberto Vázquez Juan Fernández |  |

| 28 de fevereiro, 17:15 | Relatório | Lobos Brasília                                      | 103–88 | Correcaminos de Colón                      |  | Domo Bolivariano Árbitros: Roberto Vázquez Leandro Lezcano Gonzalo Salgueiro |  |
| 28 de fevereiro, 17:15 | Relatório | Placar por quarto: 26-26, 30-25, 22-16, 25-21       |        |                                            |  | Domo Bolivariano Árbitros: Roberto Vázquez Leandro Lezcano Gonzalo Salgueiro |  |
| 28 de fevereiro, 17:15 | Relatório | Pts: Giovannoni 18 Rbts: Cipolini 6 Asts: Fúlvio 11 |        | Pts: Moss 20 Rbts: Pinnock 6 Asts: Muñoz 7 |  | Domo Bolivariano Árbitros: Roberto Vázquez Leandro Lezcano Gonzalo Salgueiro |  |

| 28 de fevereiro, 19:30 | Relatório | Guaros de Lara                                  | 92–87 | Flamengo                                       |  | Domo Bolivariano Árbitros: Stephen Seibel Juan Fernández Michael Weiland |  |
| 28 de fevereiro, 19:30 | Relatório | Placar por quarto: 26-16, 30-19, 24-25, 12-27   |       |                                                |  | Domo Bolivariano Árbitros: Stephen Seibel Juan Fernández Michael Weiland |  |
| 28 de fevereiro, 19:30 | Relatório | Pts: Taylor 19 Rbts: Echenique 8 Asts: Taylor 6 |       | Pts: JP Batista 21 Rbts: Mineiro 6 Asts: Luz 6 |  | Domo Bolivariano Árbitros: Stephen Seibel Juan Fernández Michael Weiland |  |

## Quadrangular final
Barquisimeto 11 e 12 de março de 2016 
|  | Semifinais      | Semifinais     |    |             | Final               | Final |  |
|  |                 |                |    |             |                     |       |  |
|  | 11 de março     |                |    |             |                     |       |  |
|  | Mogi das Cruzes | 73             |    |             |                     |       |  |
|  | Guaros de Lara  | 81             |    |             |                     |       |  |
|  |                 |                |    |             |                     |       |  |
|  |                 |                |    |             | 12 de março         |       |  |
|  |                 |                |    |             | Bauru               | 79    |  |
|  |                 | Guaros de Lara | 84 |             |                     |       |  |
|  |                 |                |    |             |                     |       |  |
|  |                 |                |    |             |                     |       |  |
|  |                 |                |    |             | Disputa do 3º lugar |       |  |
|  | 11 de março     | 11 de março    |    | 12 de março | 12 de março         |       |  |
|  | Flamengo        | 81             |    | Flamengo    | 71                  |       |  |
|  | Bauru           | 83             |    |             | Mogi das Cruzes     | 73    |  |

### Semi-finais
Os horários corresponderam ao fuso horário de Barquisimeto, UTC−4:30.
| 11 de março, 17:15 | Relatório | Flamengo                                      | 81–83 | Bauru                                      |  | Domo Bolivariano Árbitros: Stephen Seibel Fabricio Vito Julio Anaya |  |
| 11 de março, 17:15 | Relatório | Placar por quarto: 24-24, 21-15, 21-16, 15-28 |       |                                            |  | Domo Bolivariano Árbitros: Stephen Seibel Fabricio Vito Julio Anaya |  |
| 11 de março, 17:15 | Relatório | Pts: Olivinha 15 Rbts: Meyinsse 7 Asts: Luz 6 |       | Pts: Day 17 Rbts: Becker 8 Asts: Fischer 7 |  | Domo Bolivariano Árbitros: Stephen Seibel Fabricio Vito Julio Anaya |  |

| 11 de março, 19:30 | Relatório | Mogi das Cruzes                                 | 73–81 | Guaros de Lara                                |  | Domo Bolivariano Árbitros: Roberto Vázquez Leandro Lezcano Jesed Díaz |  |
| 11 de março, 19:30 | Relatório | Placar por quarto: 17-17, 21-17, 15-21, 20-26   |       |                                               |  | Domo Bolivariano Árbitros: Roberto Vázquez Leandro Lezcano Jesed Díaz |  |
| 11 de março, 19:30 | Relatório | Pts: Shamell 31 Rbts: Shamell 11 Asts: Taylor 5 |       | Pts: Taylor 28 Rbts: Wilkins 9 Asts: Taylor 4 |  | Domo Bolivariano Árbitros: Roberto Vázquez Leandro Lezcano Jesed Díaz |  |

### Definição do terceiro lugar
O horário correspondeu ao fuso horário de Barquisimeto, UTC−4:30.
| 12 de março, 17:15 | Relatório | Flamengo                                            | 71–73 | Mogi das Cruzes                                |  | Domo Bolivariano Árbitros: Fabricio Vito Julio Anaya Jesed Díaz |  |
| 12 de março, 17:15 | Relatório | Placar por quarto: 18-17, 14-22, 20-19, 19-15       |       |                                                |  | Domo Bolivariano Árbitros: Fabricio Vito Julio Anaya Jesed Díaz |  |
| 12 de março, 17:15 | Relatório | Pts: Marquinhos 16 Rbts: JP Batista 8 Asts: Ramón 4 |       | Pts: Shamell 19 Rbts: Paulão 8 Asts: Vitinho 7 |  | Domo Bolivariano Árbitros: Fabricio Vito Julio Anaya Jesed Díaz |  |

### Final
O horário correspondeu ao fuso horário de Barquisimeto, UTC−4:30.
| 12 de março, 19:30 | Relatório | Bauru                                         | 79–84 | Guaros de Lara                                  |  | Domo Bolivariano Árbitros: Stephen Seibel Roberto Vázquez Leandro Lezcano |  |
| 12 de março, 19:30 | Relatório | Placar por quarto: 23-16, 10-17, 24-26, 22-25 |       |                                                 |  | Domo Bolivariano Árbitros: Stephen Seibel Roberto Vázquez Leandro Lezcano |  |
| 12 de março, 19:30 | Relatório | Pts: Becker 19 Rbts: Alex 9 Asts: Alex 6      |       | Pts: Wilkins 20 Rbts: Bethelmy 8 Asts: Taylor 3 |  | Domo Bolivariano Árbitros: Stephen Seibel Roberto Vázquez Leandro Lezcano |  |

## Premiação
| FIBA Liga das Américas 2016        |
| Venezuela                          |
| ---------------------------------- |
| Guaros de Lara Campeão (1º título) |

Os horários correspondem ao fuso horário de Barquisimeto, (UTC−4:30).

## Ranking Final
| #                           | Equipes                  | J | V | D | PM  | PS  | Dif  |
| --------------------------- | ------------------------ | - | - | - | --- | --- | ---- |
| Campeão                     | Guaros de Lara           | 8 | 6 | 2 | 698 | 621 | +77  |
| Vice-campeão                | Bauru                    | 8 | 6 | 2 | 650 | 591 | +59  |
| Eliminados na semi-final    |                          |   |   |   |     |     |      |
| Terceiro lugar              | Mogi das Cruzes          | 8 | 6 | 2 | 624 | 553 | +71  |
| 4º                          | Flamengo                 | 8 | 5 | 3 | 638 | 603 | +35  |
| Eliminados na Segunda Fase  |                          |   |   |   |     |     |      |
| 5º                          | Quimsa                   | 6 | 3 | 3 | 456 | 388 | +68  |
| 6º                          | Lobos Brasília           | 6 | 3 | 3 | 543 | 498 | +45  |
| 7º                          | Club Malvín              | 6 | 2 | 4 | 429 | 459 | -30  |
| 8º                          | Correcaminos Colón       | 6 | 2 | 4 | 443 | 490 | –45  |
| Eliminados na Primeira Fase |                          |   |   |   |     |     |      |
| 9º                          | Capitanes de Arecibo     | 3 | 2 | 1 | 274 | 256 | +18  |
| 10º                         | Gimnasia Indalo          | 3 | 1 | 2 | 191 | 178 | +13  |
| 11º                         | Marinos de Anzoátegui    | 3 | 1 | 2 | 249 | 242 | +7   |
| 12º                         | Metros de Santiago       | 3 | 1 | 2 | 204 | 222 | -18  |
| 13º                         | Águilas de Tunja         | 3 | 0 | 3 | 183 | 228 | −45  |
| 14º                         | Leones de Quilpue        | 3 | 0 | 3 | 208 | 261 | −53  |
| 15º                         | Capitalinos de la Habana | 3 | 0 | 3 | 196 | 285 | −89  |
| 16º                         | Toros del Norte          | 3 | 0 | 3 | 180 | 293 | −113 |

## Líderes individuais
Relação dos líderes individuais da Liga de das Américas 2016, por fundamento:
| Categoria            | Jogador                           | Equipe          | Média | Partidas | Total |
| -------------------- | --------------------------------- | --------------- | ----- | -------- | ----- |
| Pontos               | Shamell Jermaine Stallworth       | Mogi das Cruzes | 18.6  | 8        | 149   |
| Rebotes              | Alex Ribeiro Garcia               | Bauru           | 5.9   | 8        | 47    |
| Assistências         | Ricardo Fischer                   | Bauru           | 7.6   | 7        | 53    |
| Tocos                | Gregory Joshue Echenique Carrillo | Guaros de Lara  | 1.6   | 8        | 13    |
| Roubos               | Larry James Taylor Junior         | Mogi das Cruzes | 2.4   | 8        | 19    |
| % de Lances livres   | Sam Clancy Jr                     | Gimnasia Indalo | 93.3% | 3        | 14/15 |
| % de Arremessos de 3 | Fúlvio Chiantia de Assis          | Lobos Brasília  | 61.5% | 6        | 8/13  |
| Lances Livres        | Marcus Vinicius Vieira de Souza   | Flamengo        | 4.1   | 8        | 33    |
| Arremessos de 3      | Robert Andrew Day                 | Bauru           | 3.4   | 8        | 27    |